# Financial Times 1000
Financial Times 1000 – zapoczątkowany w 2017 roku, coroczny ranking FT 1000: Europe’s Fastest Growing Companies publikowany przez brytyjski dziennik Financial Times, który zawiera listę 1000 najszybciej rozwijających się przedsiębiorstw w Europie i bierze pod uwagę najwyższy procentowo wzrost przychodów.
W pierwszym rankingu, który uwzględniał wyniki za lata 2012–2015 znalazło się miejsce dla 6 przedsiębiorstw z Polski: Codewise (2.), CD Projekt (66.), Netguru (188.), Itmagination (280.), i-systems (329.), Vercom (506.).
W rankingu opublikowanym w 2018 roku wyróżniono przedsiębiorstwa, które osiągnęły największy wzrost (minimum 34,6%) w latach 2013–2016, w tym 20 polskich przedsiębiorstw: Benhauer (26.), Tooploox (30.), RTB House (46.), CodiLime (49.), CD Projekt (51.), Codewise (53.), Cloud Technologies (60.), TenderHut SA (247.), Enpire (293.), Sarigato (322.), Grupa Tense (331.), STX Next (362.), Monterail (378.), Netguru (466.), 10Clouds (480.), Predica (549.), Miquido (565.), i-systems (763.), Motivation Direct (880.).
Ranking opublikowany w 2019 roku uwzględniał lata 2014–2017 (miejsce na liście gwarantował wzrost o 37,7%) i znalazły się w nim 22 przedsiębiorstwa z Polski: TenderHut (23.), Tooploox (28.), Domator24.com (35.), ENPIRE (73.), Salelifter (75.), RTB House (187.), Paweł Ochyński CSG (200.), Codete (336.), Absolvent.pl (339.), The Software House (350.), ANT (379.), Travelist (389.), Grupa Tense (481.), Creotech Instruments (562.), Luxon (599.), Virtus Lab (609.), Done Deliveries (653.), Codewise (665.), Netguru (690.), Monterail (829.), i-systems (854.), STX Next (885.).
W rankingu z 2021 roku znalazły się trzydzieści dwa polskie przedsiębiorstwa, m.in. Spyrosoft (miejsce 5.), ITDS Poland (64.) oraz Qpony (621.).

## Kryteria FT 1000
Do sporządzenia rankingu brane są pod uwagę następujące kryteria:
- przychody w roku, od którego zaczyna się ranking co najmniej 100 tys. euro
- przychody w roku, na którym kończy się ranking co najmniej 1,5 mln euro
- przedsiębiorstwo musi być niezależne (nie może to być oddział/filia innej spółki)
- główna siedziba musi znajdować się w jednym z 31 państw Europy: Austria, Belgia, Bułgaria, Chorwacja, Czechy, Dania, Estonia, Finlandia, Francja, Niemcy, Grecja, Węgry, Islandia, Irlandia, Włochy, Łotwa, Litwa, Luksemburg, Malta, Monako, Holandia, Norwegia, Polska, Portugalia, Rumunia, Słowacja, Słowenia, Hiszpania, Szwecja, Szwajcaria, Wielka Brytania

## Zwycięzcy FT 1000
| Rok  | Firma przedsiębiorstwa | Wzrost | Państwo         |
| ---- | ---------------------- | ------ | --------------- |
| 2017 | HelloFresh             | 409,9% | Niemcy          |
| 2018 | Deliveroo              | 923,5% | Wielka Brytania |
| 2019 | Blue Motor Finance     | 701,4% | Wielka Brytania |

Od roku 1999 Financial Times ogłasza także coroczny, ogólnoświatowy ranking szkół biznesu